# Fernando Cardozo
Fernando David Cardozo Paniagua (Asunción, Paraguay; 8 de febrero de 2001) es un futbolista paraguayo. Juega como extremo o delantero en el Club Olimpia de la Primera División de Paraguay.

## Trayectoria
Realizó divisiones inferiores en Club Olimpia, club donde debutó el 2017.

### Boavista
Luego de no tener oportunidades en Olimpia, Cardozo buscaba continuidad por lo que decidió emigrar. El 8 de junio la prensa paraguaya daba como confirmada su transferencia a Tondela. Sin embargo, el 30 de junio se da por hecho el fichaje de Cardozo al Boavista FC, las condiciones fueron a préstamo por un año con opción de compra. Jugarà la Primeira Liga con las panteras, compartirá equipo con su compatriota Walter Clar, el argentino Federico Falcone y el peruano Gustavo Dulanto.

### Newell's Old Boys
El 5 de julio de 2024, se oficializó su incorporación a Newell's Old Boys de la Primera División de Argentina.

## Estadísticas
Actualizado el 1 de agosto de 2018.
| Club                        | Div.  | Temporada   | Liga  | Liga  | Copa Nacional | Copa Nacional | Copa Internacional | Copa Internacional | Total | Total |
| Club                        | Div.  | Temporada   | Part. | Goles | Part.         | Goles         | Part.              | Goles              | Part. | Goles |
| --------------------------- | ----- | ----------- | ----- | ----- | ------------- | ------------- | ------------------ | ------------------ | ----- | ----- |
| Club Olimpia Paraguay       | 1.ª   | 2017        | 3     | 0     | -             | -             | 0                  | 0                  | 3     | 0     |
| Club Olimpia Paraguay       | 1.ª   | 2018        | 30    | 3     | 5             | 2             | 0                  | 0                  | 35    | 5     |
| Club Olimpia Paraguay       | 1.ª   | 2022        | 3     | 0     | 0             | 0             | 3                  | 3                  | 6     | 3     |
| Club Olimpia Paraguay       | 1.ª   | 2023        | 41    | 7     | 0             | 0             | 0                  | 0                  | 41    | 7     |
| Club Olimpia Paraguay       | 1.ª   | 2024        | 12    | 0     | 0             | 0             | 10                 | 3                  | 22    | 3     |
| Boavista FC Portugal        | 1.ª   | 2019 - 2020 | 10    | 0     | 0             | 0             | -                  | -                  | 10    | 0     |
| FC Vizela Portugal          | 2.ª   | 2020 - 2021 | 20    | 0     | 2             | 1             | -                  | -                  | 22    | 1     |
| Newell's Old Boys Argentina | 1.ª   | 2024        | 15    | 0     | 0             | 0             | -                  | -                  | 15    | 0     |
| Newell's Old Boys Argentina | 1.ª   | 2025        | 11    | 0     | 2             | 0             | -                  | -                  | 13    | 0     |
| Total                       | Total | Total       | 145   | 10    | 9             | 3             | 13                 | 6                  | 167   | 19    |

## Palmarés

### Campeonatos nacionales
| Título             | Club    | País     | Año  |
| Torneo Apertura    | Olimpia | Paraguay | 2018 |
| Torneo Clausura    | Olimpia | Paraguay | 2018 |
| Torneo Apertura    | Olimpia | Paraguay | 2019 |
| Copa Paraguay      | Olimpia | Paraguay | 2021 |
| Supercopa Paraguay | Olimpia | Paraguay | 2021 |
| Torneo Clausura    | Olimpia | Paraguay | 2022 |

### Títulos internacionales
| Título                   | Club              | País      | Año  |
| ------------------------ | ----------------- | --------- | ---- |
| Preolímpico Sudamericano | Paraguay Olímpica | Venezuela | 2024 |